# Hrejkovický potok

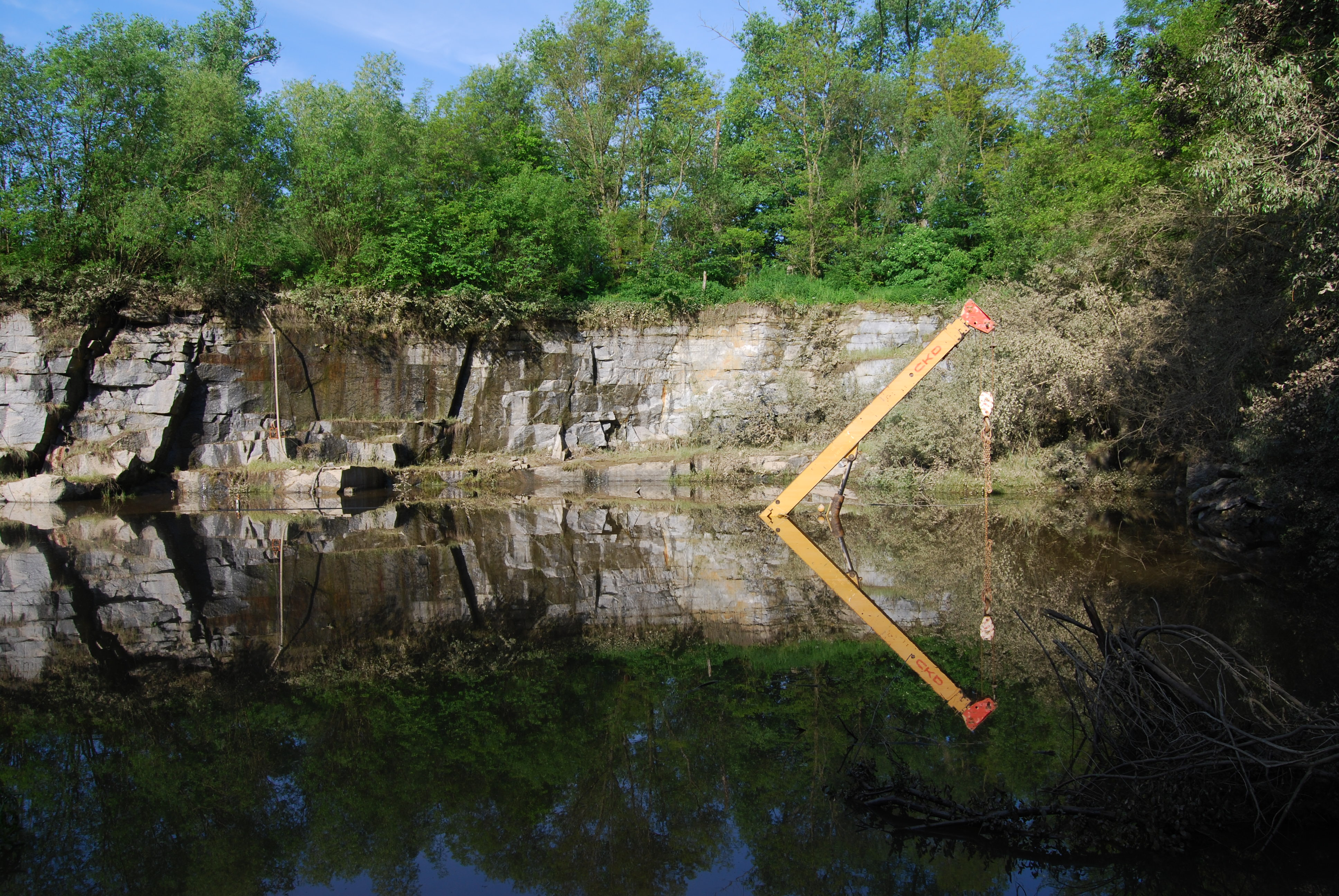
Beim Hochwasser von 2013 abgesoffener Steinbruch bei Vepice

Der Hrejkovický potok (deutsch Hrejkowitzer Bach bzw. Hreykowitzer Bach) ist ein rechter Zufluss der Moldau in Tschechien.

## Verlauf
Der Hrejkovický potok entspringt 150 m nördlich des Teiches Ždír in der zum Mittelböhmischen Hügelland gehörigen Votická pahorkatina (Wotitzer Hügelland). Seine Quelle befindet sich zwischen den Dörfern Vladyčín, Dobrá Voda, Vepice und Ve Struhách. An seinem nach Süden durch die Milevská pahorkatina (Mühlhausener Hügelland) führenden Oberlauf fließt der Bach durch ein seichtes Tal an Vepice und Peštův Mlýn vorbei, wo er in mehreren Teichen gestaut wird. Bei Budař befindet sich am Hrejkovický potok der Zážitkový park Zeměráj (Naturerlebnispark Zeměráj), südlich davon erstreckt sich bis Pekárkův Mlýn das Wildgehege Pekárkův mlýn. Danach folgen entlang des Baches die Orte Pechova Lhota, Mlýn Kotaška, Žebračí, U Košky, Níkovice, Hrejkovice und Chlumek, wo der Hrejkovický potok südwestliche Richtung nimmt. Ab Laciny fließt der Hrejkovický potok wieder nach Süden. Sein weiterer Lauf führt durch Velká und vorbei an Osek, Svatý Jan und Hamr in die Květovská obora (Wildgehege Květov). Entlang des in einem Kerbsohlental im Waldgebiet Kopaniny durch die Rukávečská obora (Wildgehege Rukáveč) führenden Unterlaufs liegen die Orte Květov und Vůsí. Auf seinem letzten Abschnitt bildet der Hrejkovický potok ein auf zwei Kilometern durch den Orlík-Stausee geflutetes Kerbtal. Nach 20,2 Kilometern mündet der Hrejkovický potok bei Červená II in die Moldau.

## Geschichte
Die Wasserkraft des Hrejkovický potok wurde früher für den Antrieb zahlreicher Mühlen genutzt. Entlang seines Ober- und Mittellaufs wurde der Bach in zahlreichen Teichen angestaut. Das untere Tal des Hrejkovický potok wurde 1963 vom Orlík-Stausee geflutet.
Beim Hochwasser von 2013 trat der Bach über die Ufer. Besonders betroffen war Velká, wo der Bach die niedergelegenen Teile am Dorfplatz überschwemmte. Unterhalb von Vepice brach die Wasserflut in den linksseitig des Baches gelegenen Granitsteinbruch ein und brachte diesen einschließlich der darin befindlichen Technik zum Absaufen.

## Zuflüsse
- Hrazanský potok (l), bei Peštův Mlýn
- Osecký potok (l), bei Hamr
- Oborský potok (l), bei Vůsí

## Durchflossene Teiche
- Ždír, bei Vepice
- Díl, bei Vepice
- Kojovka, bei Peštův Mlýn
- Mrkáčkův rybník, bei Pekárkův Mlýn
- Homole, bei Klisinec
- Hrejkovický rybník, bei Hrejkovice